# پورکازی
پورکازی (به انگلیسی: Purkazi) یک منطقهٔ مسکونی در هند است که در بخش مظفرنگر واقع شده‌است. پورکازی ۲۷٬۵۱۶ نفر جمعیت دارد و ۳۰۰ متر بالاتر از سطح دریا واقع شده‌است.